# جاناتان ده گوزمن
جاناتان الکساندر ده گوزمن (هلندی: Jonathan Alexander de Guzmán؛ زادهٔ ۱۳ سپتامبر ۱۹۸۷) یک بازیکن فوتبال اهل کانادا با اصلیتی هلندی است.
وی همچنین در تیم ملی فوتبال هلند بازی کرده‌است.